# Henry Louis Larsen
Pour les articles homonymes, voir Larsen.
Le lieutenant-général Henry Louis Larsen, né le 10 décembre 1890 et mort le 2 octobre 1962, est un officier du corps des Marines des États-Unis, le deuxième gouverneur militaire du Guam après sa reconquête et le premier Gouverneur du Guam de l'après seconde guerre.

## Biographie
Il a également servi au poste de gouverneur militaire des Samoa américaines aux côtés du gouverneur civil, Laurence Wild. Larsen a fait partie des premières troupes américaines à débarquer dans les deux guerres mondiales. Pendant la Première Guerre mondiale, il a commandé le 3e Bataillon  de la 5e Marines et a participé à de nombreuses batailles en France, gagnant la Navy Cross, trois Silver Stars, la Croix de guerre avec palme, et la Légion d'honneur française.
Entre les deux guerres mondiales, il a servi au cours de l'occupation du Nicaragua par les États-Unis, où il a obtenu sa deuxième Navy Cross, la Médaille présidentielle du mérite, du président nicaraguayen José María Moncada Tapia, et sa première Navy Distinguished Service Medal .
Il a servi comme directeur des plans et de la politique pour le Corps des Marines pendant toute la durée de l'implication des États-Unis dans la Seconde Guerre mondiale. Il a commandé les premières troupes qui ont quitté les États-Unis - le 8e Régiment de Marines. Pendant la guerre, il a servi comme gouverneur militaire à la fois des Samoa américaines et du Guam.
Au Guam, il est arrivé sur une île ayant subi des dommages d'infrastructures importants causés par les deux batailles qui y ont lieu. Il a entrepris un projet de transformation du Guam en une base militaire avancée pouvant accueillir un grand nombre de troupes. Dans le plus grand projet de construction jamais entrepris par l'United States Navy, Larsen a transformé l'île en une base aérienne et maritime qui a lancé de fréquentes attaques sur les principales îles japonaises. Il a également supervisé la capture des derniers membres de la guérilla japonaise et contenu les émeutes raciales entre les marines blancs et les marines afro-américains.

### Ouvrages
- (en) Norwegian Sailors in American Waters, Northfield, Minnesota, Norwegian-American Historical Association, 1933 (lire en ligne), p. 214.
- (en) Robert Rogers, Destiny's Landfall : A History of Guam, Honolulu, University of Hawaii Press, 1995, 200–201 p. (ISBN 0-8248-1678-1, lire en ligne).
- (en) Gerald Astor, The Right to Fight : A History of African Americans in the Military, De Capo Press, 2001 (ISBN 0-306-81031-X, lire en ligne), p. 262.
- (en) Morris MacGregor, Integration of the Armed Forces, 1940–1965, Fort Lesley J. McNair, United States Army Center of Military History, 1981, 92–93 p. (ISBN 0-16-001925-7, lire en ligne).

### Articles
- (en) Donald Bittner, « Foreign Military Officer Training in Reverse: U. S. Marine Corps Officers in the French Professional Military Education System in the Interwar Years », Society for Military History, vol. 57, no 3,‎ juillet 1993, p. 492; 503 (DOI 10.2307/2943989).
- (en) Associated Press, « Lieut. Gen. Henry Larsen Dies; Served Marine Corps 33 Years », The New York Times,‎ 3 octobre 1962, p. 41
- (en) Mike Patty, « Elizabeth Ammons Larsen Dies at 96; Father and Brother Were State Governors », Rocky Mountain News, Denver, Colorado,‎ 27 juillet 1990, p. 34.
- (en) « Valor Awards for Henry L. Larsen », Military Times,‎ 2011 (lire en ligne, consulté le 23 juin 2011).
- (en) « General Larsen to Leave Marines After 33-year Record as Fighter », The New York Times,‎ 29 septembre 1946, p. 23.
- (en) Stan Sorensen, « Historical Notes », Government of American Samoa, American Samoa, vol. VI, no 2,‎ 11 janvier 2011, p. 5 (lire en ligne, consulté le 23 juin 2011).
- (en) Stan Sorensen, « Historical Notes », Government of American Samoa, American Samoa, vol. III, no 12,‎ 21 mars 2008, p. 2 (lire en ligne, consulté le 24 juin 2011).
- (en) Associated Press, « Jap Prisoners Hunt Stragglers », The Miami News, Miami, Florida,‎ 17 août 1945, p. 5 (lire en ligne, consulté le 24 juin 2011).
- (en) « Guam is Declared New Pearl Harbor », The New York Times,‎ 22 avril 1945, p. 20.
- (en) « Navy Rule in Guam is Defended Here », The New York Times,‎ 3 avril 1946, p. 11.
- (en) Associated Press, « Defense Chiefs Accuse Truman », The Spokesman-Review, Spokane, Washington,‎ 18 décembre 1952, p. 5 (lire en ligne, consulté le 24 juin 2011).
- (en) Associated Press, « Charges Neglect of Civil Defense », Milwaukee Journal Sentinel, Milwaukee,‎ 18 décembre 1952, p. 1 (lire en ligne, consulté le 24 juin 2011).

### Ressources numériques
- (en) Dirk Ballendorf, « Governor Henry Larsen », Guam, University of Guam, 9 août 2010 (consulté le 23 juin 2011).